# Ludolf Jakob von Alvensleben
Ludolf Jakob von Alvensleben, även Ludolf Jacob von Alvensleben, född 9 augusti 1899 i Wittenmoor, död 28 augusti 1953 i Dortmund, var en tysk SS-Standartenführer. Han ingick i Volksdeutscher Selbstschutz i början av andra världskriget. Från 1944 till 1945 var von Alvensleben SS- och poliskommendör i Friuli-Venezia Giulia med tjänstesäte i Udine.
Ludolf Jakob von Alvensleben var kusin till Ludolf-Hermann von Alvensleben och har emellanåt förväxlats med denne.